# Genus tapeinoticum
Genus tapeinoticum — концепція, яку розглядали ранні лютеранські догматики як наслідок їхнього вчення про genus maiestaticum Ісуса Христа: Оскільки, згідно зі старим лютеранським розумінням, Ісус Христос — істинна людина й істинний Бог — як людина мав даровану частку в божественних якостях, таких як всезнання, всемогутність, всюдисущість, то було б логічно, щоб він також як істинний Бог мав частку в людській здатності до страждання. Однак ідея незмінності Бога не допускала такого наслідку.